# Euphyia constipata
Euphyia constipata là một loài bướm đêm trong họ Geometridae.